# Luís Silvestre
Luis Henrique de Freitas Silvestre, ou simplesmente Luís Silvestre (São Paulo, 3 de março de 1970), é um balonista e administrador de empresas brasileiro.
Casou-se em 2011 com Lívia Maria Ferreira.
Atual 1º do Ranking Nacional, representou o Brasil no Mundial de Balonismo na Hungria em 2010 obtento a 24ª colocação e no Mundial de Balonismo Austria em 2008 obteve a 24ª colocação. 